# 德語副詞片語
副詞是修飾動詞含意的一種單詞，而副詞片語則是結合了一些單詞來作出相同的功能。在德語中含有數種不同的副詞片語。

## 原生副詞
不是來自形容詞的副詞被稱為原生副詞，通常有著非常重要的涵義，包括nicht、leider、與 gerne ("不"、"不幸地"、"開心地、願意地")。

## 有副詞意義的賓格名詞
動作的持續時間與空間範圍可以透過名詞的賓格來表示。
Das Kind malte die ganze Zeit Bilder ("那個小孩一直在作畫")

## 形容詞的副詞形式
在德語中，副詞的形成方式比大多數其他語言都還簡單。 副詞就僅僅是形容詞(或分詞)的未變格形式。這適用於原級和比較級的形式。最高級則是由介詞am和詞尾-en組成，例如 am schönsten "最美麗地"。只有少數副詞有一種特殊的極級形式，以-stens當結尾，例如schnellstens ('盡可能快')、bestens ('非常好')。
schnell ("快速地")
groß ("很大地、主要地")
fließend ("流利的、流利地")
schneller ("更快地")
fließender ("更流利的、更流利地")
am schönsten ("最漂亮地、最美麗地")